# Chanel Tchaptchet
Pour les articles homonymes, voir Tchaptchet.
Chanel Tchaptchet, née le 19 octobre 1998 à Dschang, est une footballeuse internationale camerounaise. Elle évolue au poste d'attaquante au RC Roubaix Wervicq .

## Biographie
Chanel Tchaptchet commence le football au Cameroun. À 17 ans, elle part pour le Japon et dispute quatre saisons de championnat universitaire avec la Tokyo International University, dont elle est la meilleure buteuse. Elle connaît alors ses premières sélections en équipe nationale, à l'occasion des qualifications pour les Jeux olympiques de Tokyo. Positive au Covid-19, elle doit malheureusement forfait pour le barrage retour face au Chili, qui voit les Sud-Américaines éliminer les Lionnes indomptables.
En 2021, elle signe à la VGA Saint-Maur en deuxième division française. Un an plus tard, elle s'engage avec le RC Lens, où elle remplace la Sénégalaise Mama Diop, partie pour l'OM. Son association avec Namnata Traoré fonctionne bien et elle est la meilleure buteuse de l'équipe. Elle inscrit notamment un doublé face au GPSO 92 Issy en le 5 février 2023.